# Dwight Yorke
Dwight Eversley Yorke, nogometaš in trener Trinidada in Tobaga, * 3. september 1971,  Canaan, Tobago, Trinidad in Tobago. 
Igral je za Aston Villo, Manchester United, Blackburn Roverse, Birmingham City, Sydney in Sunderland. 
Za reprezentanco Trinidada in Tobaga je zaigral 72-krat in zadel 19 golov.